# Тванк
Тванк (англ. twunk) — гей-сленг, який позначає фізично привабливого чоловіка підліткового та юнацького віку із м'язистою статурою, переважно з невеликою кількістю або повною відсутністю волосся на тілі. Часто тванками називають більш дорослих, зрілих твінків.
Термін зазвичай використовується в індустрії гей-порнографії.

## Етимологія
Термін походить від поєднання англійських слів twink та hunk (twink + hunk = twunk), де twink - це милий привабливий чоловік, а hunk - сильний рельєфний засмаглий чоловік.
В американській субкультурі термін може мати негативний відтінок та позначати чоловіків, віком понад 30 років, котрі все ще намагаються виглядати молодими. Такі люди часто можуть одягатись у підлітковий стиль одягу та носити прикраси, властиві юнацькому віку.